# Quick-Step Floors 2017
Questa voce raccoglie le informazioni riguardanti la squadra ciclistica Quick-Step Floors nelle competizioni ufficiali della stagione 2017.

## Organico

### Staff tecnico
|  | Naz.                 | Ruolo | Sportivo         |  |  |  |
|  | -------------------- | ----- | ---------------- |  |  |  |
|  | Belgio (bandiera)    | GM    | Patrick Lefevere |  |  |  |
|  | Italia (bandiera)    | DS    | Davide Bramati   |  |  |  |
|  | Belgio (bandiera)    | DS    | Wilfried Peeters |  |  |  |
|  | Danimarca (bandiera) | DS    | Brian Holm       |  |  |  |
|  | Belgio (bandiera)    | DS    | Tom Steels       |  |  |  |
|  | Belgio (bandiera)    | DS    | Geert Van Bondt  |  |  |  |
|  | Belgio (bandiera)    | DS    | Rik Van Slycke   |  |  |  |

### Rosa
|  | Naz.                     |  | Sportivo              | Anno |  |  |
|  | ------------------------ |  | --------------------- | ---- |  |  |
|  | Francia (bandiera)       |  | Julian Alaphilippe    | 1992 |  |  |
|  | Nuova Zelanda (bandiera) |  | Jack Bauer            | 1985 |  |  |
|  | Belgio (bandiera)        |  | Tom Boonen            | 1980 |  |  |
|  | Italia (bandiera)        |  | Gianluca Brambilla    | 1987 |  |  |
|  | Italia (bandiera)        |  | Eros Capecchi         | 1986 |  |  |
|  | Francia (bandiera)       |  | Rémi Cavagna          | 1995 |  |  |
|  | Spagna (bandiera)        |  | David de la Cruz      | 1989 |  |  |
|  | Belgio (bandiera)        |  | Laurens De Plus       | 1995 |  |  |
|  | Belgio (bandiera)        |  | Tim Declercq          | 1989 |  |  |
|  | Belgio (bandiera)        |  | Dries Devenyns        | 1983 |  |  |
|  | Colombia (bandiera)      |  | Fernando Gaviria      | 1994 |  |  |
|  | Belgio (bandiera)        |  | Philippe Gilbert      | 1982 |  |  |
|  | Lussemburgo (bandiera)   |  | Bob Jungels           | 1992 |  |  |
|  | Belgio (bandiera)        |  | Iljo Keisse           | 1989 |  |  |
|  | Germania (bandiera)      |  | Marcel Kittel         | 1988 |  |  |
|  | Belgio (bandiera)        |  | Yves Lampaert         | 1991 |  |  |
|  | Irlanda (bandiera)       |  | Daniel Martin         | 1986 |  |  |
|  | Spagna (bandiera)        |  | Enric Mas             | 1995 |  |  |
|  | Italia (bandiera)        |  | Davide Martinelli     | 1993 |  |  |
|  | Belgio (bandiera)        |  | Gianni Meersman       | 1985 |  |  |
|  | Argentina (bandiera)     |  | Maximiliano Richeze   | 1983 |  |  |
|  | Italia (bandiera)        |  | Fabio Sabatini        | 1985 |  |  |
|  | Germania (bandiera)      |  | Maximilian Schachmann | 1994 |  |  |
|  | Belgio (bandiera)        |  | Pieter Serry          | 1988 |  |  |
|  | Rep. Ceca (bandiera)     |  | Zdeněk Štybar         | 1985 |  |  |
|  | Paesi Bassi (bandiera)   |  | Niki Terpstra         | 1984 |  |  |
|  | Italia (bandiera)        |  | Matteo Trentin        | 1989 |  |  |
|  | Rep. Ceca (bandiera)     |  | Petr Vakoč            | 1992 |  |  |
|  | Slovacchia (bandiera)    |  | Martin Velits         | 1985 |  |  |
|  | Belgio (bandiera)        |  | Julien Vermote        | 1989 |  |  |

## Palmarès

### Corse a tappe
World Tour
- Abu Dhabi Tour

2ª tappa (Marcel Kittel)
- Parigi-Nizza 2017

4ª tappa (Julian Alaphilippe)
8ª tappa (David de la Cruz)
- Tirreno-Adriatico

6ª tappa (Franando Gaviria)
- Vuelta al País Vasco

3ª tappa (David de la Cruz)
- Giro d'Italia

3ª tappa (Franando Gaviria)
5ª tappa (Franando Gaviria)
12ª tappa (Franando Gaviria)
13ª tappa (Franando Gaviria)
15ª tappa (Bob Jungels)
- Tour of California

1ª tappa (Marcel Kittel)
- Tour de Suisse

2ª tappa (Philippe Gilbert)
- Tour de France

2ª tappa (Marcel Kittel)
6ª tappa (Marcel Kittel)
7ª tappa (Marcel Kittel)
10ª tappa (Marcel Kittel)
11ª tappa (Marcel Kittel)
- Vuelta a España

2ª tappa (Yves Lampaert)
4ª tappa (Matteo Trentin)
8ª tappa (Julian Alaphilippe)
10ª tappa (Matteo Trentin)
13ª tappa (Matteo Trentin)
21ª tappa (Matteo Trentin)
- Tour of Guangxi

1ª tappa (Franando Gaviria)
2ª tappa (Franando Gaviria)
3ª tappa (Franando Gaviria)
6ª tappa (Franando Gaviria)
Continental
- Vuelta a San Juan

1ª tappa (Franando Gaviria)
2ª tappa (Tom Boonen)
4ª tappa (Franando Gaviria)
6ª tappa (Maximiliano Richeze)
7ª tappa (Maximiliano Richeze)
- Dubai Tour

1ª tappa (Marcel Kittel)
2ª tappa (Marcel Kittel)
5ª tappa (Marcel Kittel)
Classifica generale (Marcel Kittel)
- Volta ao Algarve

1ª tappa (Franando Gaviria)
2ª tappa (Daniel Martin)
- Driedaagse De Panne - Koksijde

1ª tappa (Philippe Gilbert)
3ª-1ª (Marcel Kittel)
Classifica generale (Philippe Gilbert)
- Ster ZLM Toer

5ª tappa (Marcel Kittel)
- Vuelta a Burgos

2ª tappa (Matteo Trentin)
- Tour of Britain

4ª tappa (Franando Gaviria)

### Corse in linea
World Tour
- Dwars door Vlaanderen (Yves Lampaert)
- Giro delle Fiandre (Philippe Gilbert)
- Amstel Gold Race (Philippe Gilbert)

Continental
- Scheldeprijs (Marcel Kittel)
- Omloop Mandel-Leie-Schelde Meulebeke (Iljo Keisse)
- Kampioenschap van Vlaanderen (Franando Gaviria)
- Primus Classic (Matteo Trentin)
- Parigi-Tours (Matteo Trentin)

### Campionati nazionali
- Campionati neozelandesi

Cronometro (Jack Bauer)
- Campionati belgi

Cronometro (Yves Lampaert)
- Campionati cechi

In linea (Zdeněk Štybar)
- Campionati lussemburghesi

In linea (Bob Jungels)

## Classifiche UCI

### Calendario mondiale UCI
Individuale
Piazzamenti dei corridori della Quick-Step Floors nella classifica individuale dell'UCI World Tour 2017.
| Pos. | Ciclista              | Punti |
| ---- | --------------------- | ----- |
| 8    | Daniel Martin         | 2 050 |
| 11   | Philippe Gilbert      | 1 893 |
| 18   | Julian Alaphilippe    | 1 465 |
| 29   | Fernando Gaviria      | 1 159 |
| 57   | Bob Jungels           | 704   |
| 59   | Marcel Kittel         | 686   |
| 61   | Matteo Trentin        | 677   |
| 63   | Zdeněk Štybar         | 667   |
| 65   | Niki Terpstra         | 649   |
| 83   | Yves Lampaert         | 471   |
| 85   | David de la Cruz      | 452   |
| 88   | Petr Vakoč            | 420   |
| 102  | Tom Boonen            | 339   |
| 118  | Maximiliano Richeze   | 248   |
| 143  | Gianluca Brambilla    | 162   |
| 181  | Enric Mas             | 102   |
| 193  | Dries Devenyns        | 94    |
| 202  | Jack Bauer            | 84    |
| 223  | Julien Vermote        | 72    |
| 228  | Laurens De Plus       | 68    |
| 245  | Rémi Cavagna          | 58    |
| 262  | Maximilian Schachmann | 50    |
| 281  | Pieter Serry          | 40    |
| 332  | Iljo Keisse           | 23    |
| 364  | Eros Capecchi         | 13    |
| 413  | Tim Declercq          | 5     |
| 432  | Davide Martinelli     | 1     |

Squadra
La squadra Quick-Step Floors ha chiuso in seconda posizione con 12 652 punti.